# Гірничо-переробний комплекс Жанатас
Гірничо-переробний комплекс Жанатас – одне з дочірніх підприємств концерну «Казфосфат», яке здійснює розробку ряду родовищ Каратауського фосфоритоносного басейну.
До складу комплексу входять:
- рудник Жанатас (почав роботу в 1964-му);
- рудник Кістас (введений в 1978-му);
- рудник Коксу (діє з 1987-го);
- дробильно-сортувальна фабрика річною потужністю 3 млн тон на рік;
- центральна збагачувальна фабрика потужністю 2 млн тон, яка провадить розмелювання фосфоритів із отриманням фосфоритної муки.
Окрім фосфоритної муки випускають подрібнену фосфатну сировину для термічної переробки, яку може використовувати ще одне підприємство зі складу «Казфосфату» – Новоджамбулський фосфорний завод. Можливо відзначити, що в часи існування СРСР термічну переробку фосфоритів також здійснювали Джамбульське виробниче об’єднання "Хімпром" (наразі перепрофілійоване у феросплавний завод) та Шимкентський фосфорний завод (збанкрутував і припинив діяльність).
Окрім фосфоритів, комплекс Жанатас здійснює видобуток облицювального каміння на родовищах Тогузбай та Донгулек.